# Hengduan Shan
Der Hengduan Shan (chinesisch 橫斷山 / 横断山, Pinyin Héngduàn Shān), das auch Hengduan-Gebirge (橫斷山脈 / 横断山脉,  Héngduàn Shānmài) genannt wird, erstreckt sich über eine Fläche von 800.000 km² im Südosten des Tibetischen Hochlands in China und bildet den östlichen Abschluss des innerasiatischen Gebirgssystems Hochasien. Sein Hauptgipfel Gongga Shan misst 7556 m.
Als östliche Fortsetzung des Gebirgsknotens von Himalaya, Nyainqêntanglha mit der Teilkette des Taniantawang Shan erstreckt sich dieses Gebirge zwischen der Nord- und Ostgrenze von Myanmar und über den äußersten Südosten des Autonomen Gebiets Tibet sowie die beiden chinesischen Provinzen Yunnan und Sichuan zwischen 22° und 32°05′ N und 97° und 103° E.
Die bekanntesten Bergketten des Hochgebirges sind Gaoligong Shan, Nu Shan und Yun Ling. In einigen Publikationen werden auch die weiter entfernten Bergketten Taniataweng Shan, Ningjing Shan, Shaluli Shan, Daxue Shan und Qionglai Shan mit einbezogen, die die Oberläufe der Flüsse Irrawaddy, Saluen, Mekong und Jangtsekiang voneinander trennen, sowie als nördlichster Ausläufer das Min Shan.
Der Großteil des Gebirgsraumes ist Teil der länderübergreifenden Entwicklungsregion Hindukusch-Himalaya-Region.